# Nicholas Manza Kamakya

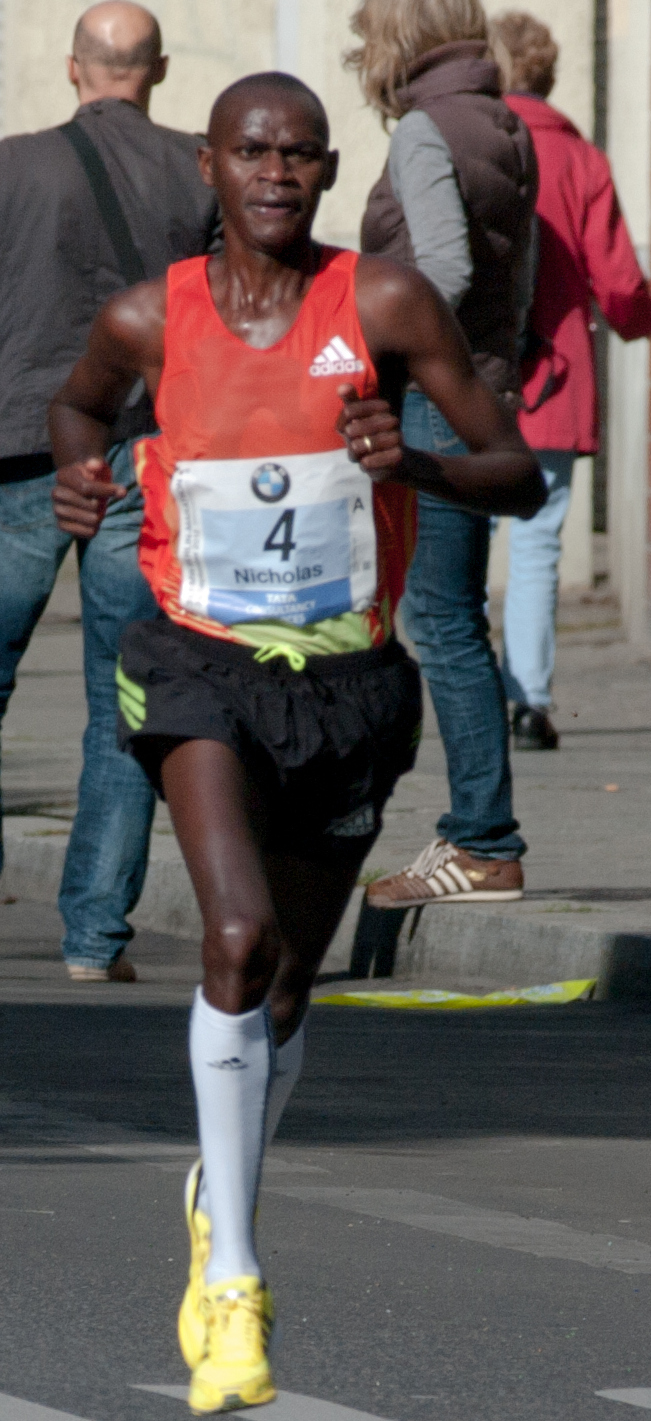
Kamakya beim Berlin-Marathon 2012

Nicholas Manza Kamakya (* 1985) ist ein kenianischer Langstreckenläufer.

## Leben
Nachdem er in den Jahren zuvor vordere Platzierungen bei kleineren Rennen vor allem in den Vereinigten Staaten und Frankreich erzielt hatte, trat er erstmals 2009 bei bedeutenderen Wettbewerben in Erscheinung. Im März belegte er beim Prag-Halbmarathon in persönlicher Bestleistung von 1:00:09 h den zweiten Platz und siegte im Mai beim Göteborgsvarvet.
Im Oktober 2009 sorgte er beim Peking-Marathon für eine Überraschung. Ursprünglich nur als Tempomacher engagiert, lief er das Rennen durch und wurde in 2:08:42 h Zweiter. Einige Wochen später war er beim Chiba Ekiden Mitglied der kenianischen Staffel, die den dritten Rang belegte. Anfang Dezember gewann er den Montferland-Run und verpasste dabei den Streckenrekord von Haile Gebrselassie nur um zwei Sekunden.
2010 wurde Kamakya beim Yangzhou-Jianzhen-Halbmarathon in 1:02:18 h Zweiter und beim Rom-Marathon in 2:12:19 h Sechster. Beim Gold-Coast-Marathon stellte er 2011 mit seiner Siegerzeit von 2:10:01 h einen Streckenrekord auf. Im selben Jahr belegte er beim Amsterdam-Marathon in persönlicher Bestzeit von 2:06:33 Stunden den vierten Platz.

## Bestleistungen
- 5000 m: 13:30,81 min, 21. Juli 2004, Reims
- 10.000 m: 28:16,77 min, 28. Juni 2008, Nairobi
- Halbmarathon: 1:00:09 h, 28. März 2009, Prag
- Marathon: 2:06:33 h, 16. Oktober 2011, Amsterdam